# Olympische Sommerspiele 2016/Kanu – Einer-Kajak Slalom (Männer)
Der Kanuslalomwettbewerb im Einer-Kajak der Männer (Kurzbezeichnung: K1) bei den Olympischen Spielen 2016 in Rio de Janeiro wurde am 7. und 10. August 2016 im Deodoro Olympic Whitewater Stadium ausgetragen. 21 Athleten aus 21 Nationen nahmen an dem Wettkampf teil.
Zunächst wurde dabei ein Vorlauf ausgetragen, bei dem alle Kanuten zwei Versuche hatten und der schnellere der beiden Durchgänge gewertet wurde. Die Athleten auf den Positionen 1–15 rückten ins Halbfinale vor, die übrigen Teilnehmer schieden aus. Im Halbfinale wurde nur ein Lauf ausgetragen, die besten Zehn rückten ins Finale vor. Auch im Finale wurden die Olympiasieger in nur einen Lauf ermittelt.

## Titelträger
| Olympiasieger | Daniele Molmenti | London 2012 |
| Weltmeister   | Jiří Prskavec    | London 2015 |

## Zeitplan
- Vorlauf: 7. August 2016
- Halbfinale: 10. August 2016
- Finale: 10. August 2016

## Vorlauf
Anmerkung: Die Strafe, also die Strafsekunden, sind bereits in der Zeit mit einberechnet.
| Platz | Kanuten             | Nation             | Lauf 1   | Lauf 1 | Lauf 1 | Lauf 2   | Lauf 2 | Lauf 2 | Gesamt   |
| Platz | Kanuten             | Nation             | Zeit     | Strafe | Rang   | Zeit     | Strafe | Rang   | Defizit  |
| ----- | ------------------- | ------------------ | -------- | ------ | ------ | -------- | ------ | ------ | -------- |
| 1     | Giovanni De Gennaro | Italien            | 86,85 s  | 0      | 1      | 90,74 s  | 2      | 9      |          |
| 2     | Joseph Clarke       | Großbritannien     | 135,89 s | 50     | 21     | 86,95 s  | 0      | 1      | +0,10 s  |
| 3     | Hannes Aigner       | Deutschland        | 90,33 s  | 2      | 7      | 87,31 s  | 0      | 2      | +0,46 s  |
| 4     | Jakub Grigar        | Slowakei           | 89,16 s  | 0      | 6      | 87,85 s  | 2      | 3      | +1,00 s  |
| 5     | Pedro Da Silva      | Brasilien          | 88,48 s  | 2      | 2      | 90,61 s  | 2      | 7      | +1,63 s  |
| 6     | Pawel Eigel         | Russland           | 96,72 s  | 0      | 15     | 88,57 s  | 0      | 4      | +1,72 s  |
| 7     | Jiří Prskavec       | Tschechien         | 88,71 s  | 2      | 3      | 101,18 s | 0      | 17     | +1,86 s  |
| 8     | Mike Dawson         | Neuseeland         | 88,91 s  | 0      | 4      | 90,86 s  | 0      | 10     | +2,06 s  |
| 9     | Sébastien Combot    | Frankreich         | 89,13 s  | 0      | 5      | 88,94 s  | 0      | 5      | +2,09 s  |
| 10    | Michal Smolen       | Vereinigte Staaten | 92,96 s  | 0      | 11     | 90,13 s  | 0      | 6      | +3,28 s  |
| 11    | Jure Meglič         | Aserbaidschan      | 95,12 s  | 2      | 14     | 90,70 s  | 0      | 8      | +3,85 s  |
| 12    | Peter Kauzer        | Slowenien          | 91,11 s  | 2      | 8      | 96,88 s  | 2      | 15     | +4,26 s  |
| 13    | Isak Ohrström       | Schweden           | 92,37 s  | 2      | 10     | 91,43 s  | 0      | 11     | +4,58 s  |
| 14    | Kazuki Yazawa       | Japan              | 92,23 s  | 2      | 9      | 98,08 s  | 6      | 16     | +5,38 s  |
| 15    | Mario Leitner       | Österreich         | 93,29 s  | 2      | 12     | 93,89 s  | 2      | 13     | +6,44 s  |
| 16    | Michael Tayler      | Kanada             | 105,66 s | 6      | 19     | 93,47 s  | 0      | 12     | +6,62 s  |
| 17    | Lucien Delfour      | Australien         | 94,30 s  | 2      | 13     | 138,72 s | 50     | 21     | +7,45 s  |
| 18    | Maciej Okręglak     | Polen              | 96,73 s  | 6      | 16     | 94,44 s  | 2      | 14     | +7,59 s  |
| 19    | Tan Ya              | China              | 100,62 s | 2      | 17     | 101,34 s | 4      | 18     | +13,77 s |
| 20    | Johnathan Akinyemi  | Nigeria            | 107,49 s | 2      | 20     | 104,59 s | 2      | 19     | +17,74 s |
| 21    | Bryden Nicholas     | Cookinseln         | 105,18 s | 6      | 18     | 125,64 s | 2      | 20     | +18,33 s |

## Halbfinale
Anmerkung: Die Strafe, also die Strafsekunden, sind bereits in der Zeit mit einberechnet.
| Platz | Kanuten             | Nation             | Zeit     | Strafe | Defizit  |
| ----- | ------------------- | ------------------ | -------- | ------ | -------- |
| 1     | Jakub Grigar        | Slowakei           | 88,84 s  | 0      |          |
| 2     | Jiří Prskavec       | Tschechien         | 90,62 s  | 0      | +1,78 s  |
| 3     | Joseph Clarke       | Großbritannien     | 90,67 s  | 0      | +1,83 s  |
| 4     | Peter Kauzer        | Slowenien          | 91,01 s  | 0      | +2,17 s  |
| 5     | Mike Dawson         | Neuseeland         | 91,47 s  | 0      | +2,63 s  |
| 6     | Hannes Aigner       | Deutschland        | 91,87 s  | 0      | +3,03 s  |
| 7     | Pawel Eigel         | Russland           | 92,43 s  | 0      | +3,59 s  |
| 8     | Sébastien Combot    | Frankreich         | 94,59 s  | 0      | +5,75 s  |
| 9     | Giovanni De Gennaro | Italien            | 95,59 s  | 2      | +6,75 s  |
| 10    | Pedro Da Silva      | Brasilien          | 95,68 s  | 2      | +6,84 s  |
| 11    | Kazuki Yazawa       | Japan              | 97,19 s  | 0      | +8,35 s  |
| 12    | Michal Smolen       | Vereinigte Staaten | 97,87 s  | 4      | +9,03 s  |
| 13    | Mario Leitner       | Österreich         | 100,25 s | 4      | +11,41 s |
| 14    | Jure Meglič         | Aserbaidschan      | 145,00 s | 52     | +56,16 s |
| 15    | Isak Ohrström       | Schweden           | 156,77 s | 54     | +67,93 s |

## Finale
Anmerkung: Die Strafe, also die Strafsekunden, sind bereits in der Zeit mit einberechnet.
| Platz | Kanuten             | Nation         | Strafe | Zeit    | Defizit |
| ----- | ------------------- | -------------- | ------ | ------- | ------- |
| 1     | Joseph Clarke       | Großbritannien | 0      | 88,53 s |         |
| 2     | Peter Kauzer        | Slowenien      | 0      | 88,70 s | +0,17 s |
| 3     | Jiří Prskavec       | Tschechien     | 2      | 88,99 s | +0,46 s |
| 4     | Hannes Aigner       | Deutschland    | 0      | 89,02 s | +0,49 s |
| 5     | Jakub Grigar        | Slowakei       | 0      | 89,43 s | +0,90 s |
| 6     | Pedro Da Silva      | Brasilien      | 0      | 91,54 s | +3,01 s |
| 7     | Giovanni De Gennaro | Italien        | 0      | 91,77 s | +3,24 s |
| 8     | Sébastien Combot    | Frankreich     | 2      | 92,55 s | +4,02 s |
| 9     | Pawel Eigel         | Russland       | 2      | 92,62 s | +4,09 s |
| 10    | Mike Dawson         | Neuseeland     | 0      | 93,07 s | +4,54 s |